# ريان سويسي
ريان سويسي (بالفرنسية: Rayan Souici)‏ (28 فبراير 1998 في فرنسا - ) هو لاعب كرة قدم فرنسي في مركز الوسط.

## روابط خارجية
- ريان سويسي على موقع قاعدة بيانات كرة القدم.إي يو (الإنجليزية)
- ريان سويسي على موقع Soccerway.com (الإنجليزية)
- ريان سويسي على موقع AS.com (الإسبانية)